# Władysław Gomułka

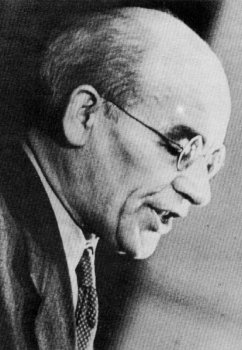
Fotografie Gomułkova profilu

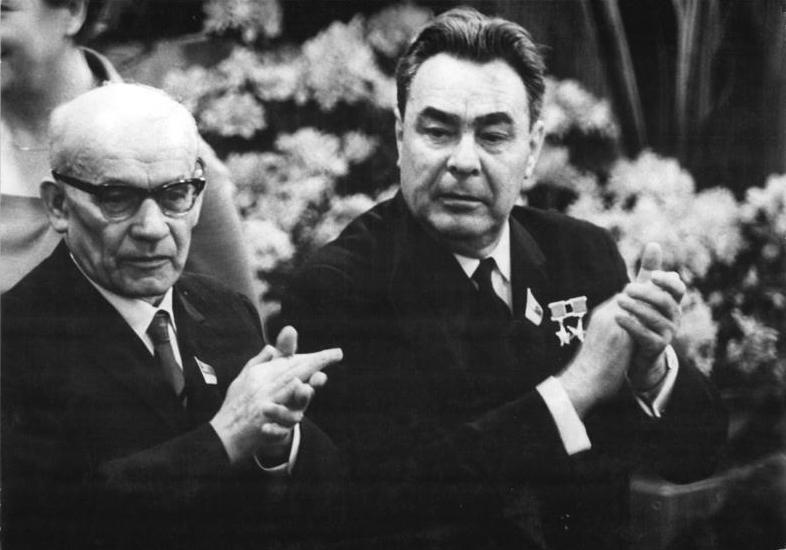
Gomułka v NDR, na sjezdu komunistů z Evropských zemí. Vedle můžete vidět Leonida Brežněva

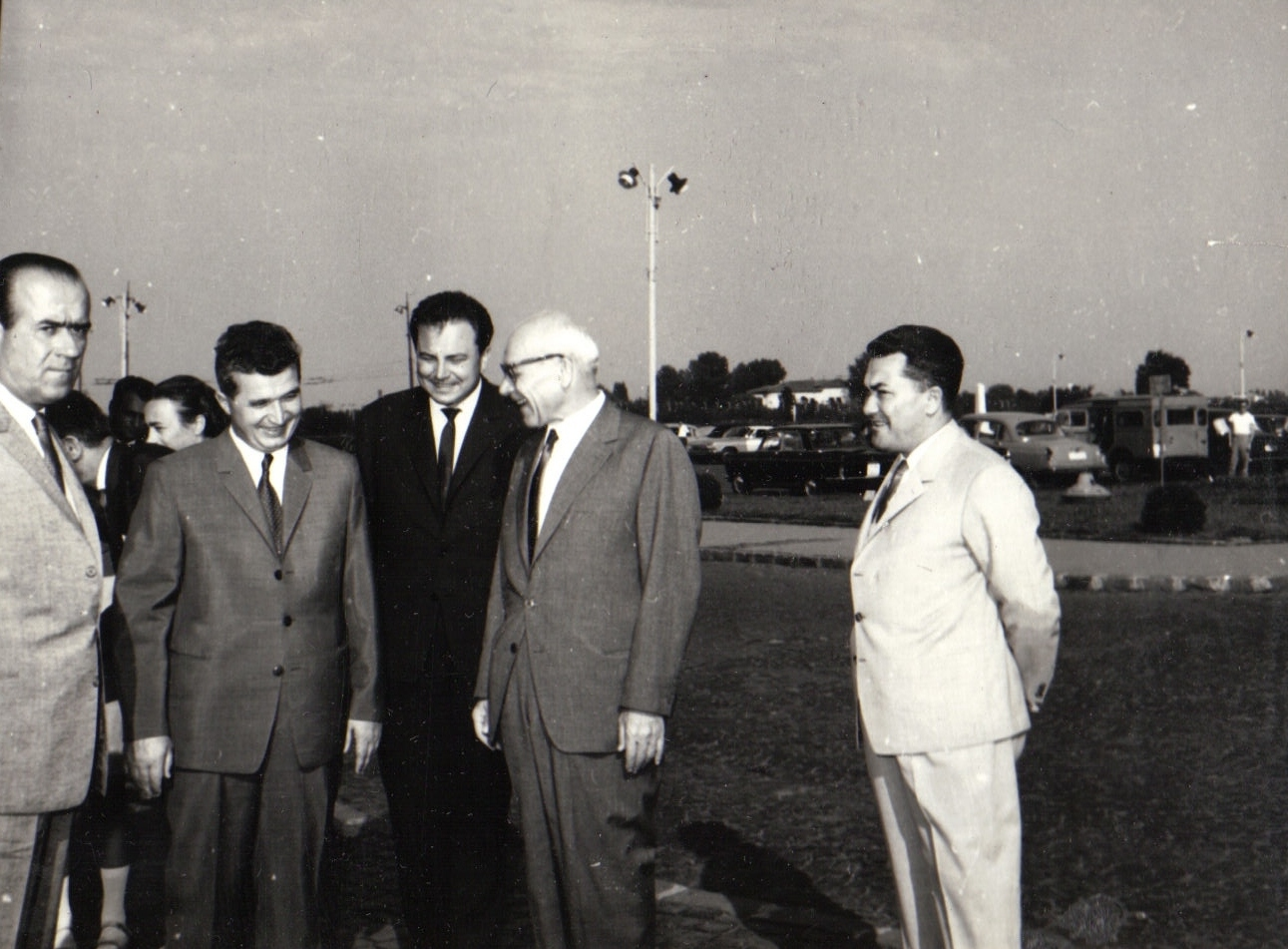
Gomułka se loučí s Ceauşescuem po oficiální návštěvě Rumunska

Władysław Gomułka (6. února 1905, Krosno – 1. září 1982) byl polský komunistický politik. V letech 1956 až 1970 byl v čele Polské sjednocené dělnické strany a tím prakticky prvním mužem Polska, přestože původně prováděl reformy, postupně se podílel na represích proti demokratickým silám. Aktivně podporoval sovětské rozhodnutí o vpádu vojsk Varšavské smlouvy do Československa v roce 1968.

## Život
Do Komunistické strany Polska (polsky: Komunistyczna Partia Polski, KPP) vstoupil v roce 1926. V roce 1934 odjel do Moskvy, kde pobýval rok. Po svém návratu do Polska byl zatčen a až do začátku druhé světové války strávil většinu času ve vězení. V průběhu války se stal významným komunistou a v roce 1943 přesvědčil Stalina, aby obnovil činnost Polské dělnické strany (polsky: Polska Partia Robotnicza). V Prozatímní vládě Polské republiky premiéra Edwarda Osóbky-Morawského byl od ledna do června 1945 místopředsedou a stejnou funkci vykonával v Prozatímní vládě národní jednoty v letech 1945–47 rovněž pod vedením socialisty Osóbky-Morawského. Ze své funkce pomohl komunistům zvítězit v roce 1946 v lidovém referendu 3 x Tak (3 x ano) a ve volbách v roce 1947. Díky tomu se stal, jak sám řekl, hegemonem Polska. Nicméně v letech 1951–1954 došlo v jeho straně k mocenským bojům mezi jednotlivými frakcemi, Gomułka byl označen za reakcionáře a ze strany vyloučen.

### Návrat k moci (1956)
Po smrti stalinistického premiéra Bolesława Bieruta v roce 1956 nastalo krátké období, kdy polská společnost doufala v uskutečnění reforem. V Poznani došlo v červnu k protestům dělníků, vyvolaných nedostatkem potravin a spotřebního zboží, špatnou úrovní bydlení, poklesem reálného příjmu obyvatel, vývozem zboží do Sovětského svazu a obecně špatnou ekonomickou politikou. Polská vláda nejprve odpověděla onálepkováním protestujících jako provokatérů, kontrarevolucionářů a imperialistických agentů. Bezpečnostní složky zabily a zranily větší množství protestujících. Brzy ale stranické vedení pochopilo, že protesty dělníků získávají podporu v celém Polsku, a změnilo svůj postoj. Nyní protestující označovalo za poctivé dělníky s legitimními požadavky. Platy byly zvýšeny o 50 % a vláda slíbila ekonomické i politické změny.
Nový polský premiér Edward Ochab pozval nyní rehabilitovaného Gomułku do funkce prvního tajemníka PSDS. Gomułka si vymínil skutečnou moc k provedení reforem. Jednou z jeho podmínek byl odchod sovětského maršála Konstantina Rokossovského, který nařídil ozbrojený zásah proti poznaňským dělníkům, z polského politbyra a ministerstva vnitra, s čímž Ochab souhlasil. 19. října 1956 byl Gomułka s několika spolupracovníky ustaven prvním tajemníkem strany s podporou většiny vedení Polska, armády i tajné bezpečnosti. Moskva sledovala události v Polsku s obavami. Zatímco se k Varšavě stahovaly sovětské tanky a sovětské námořnictvo se rozmisťovalo kolem polského pobřeží, do Varšavy dorazila delegace Ústředního výboru Komunistické strany SSSR. Vedl ji Nikita Sergejevič Chruščov a jejími členy byli Mikojan, Bulganin, Molotov, Kaganovič, maršál Koněv a další. Gomułka dal jasně najevo, že polská vojska se postaví na odpor, pokud do jeho země vstoupí sovětské jednotky, ale ujistil Sověty, že polské reformy jsou jen vnitřní záležitostí země a neohrozí pozici Polska jako člena sovětského bloku a spojence Sovětského svazu. Sovětská delegace ustoupila, Gomułka tak byl potvrzen ve své nové pozici. Informace o událostech v Polsku, které se rozšířily do Maďarska prostřednictvím rádia Svobodná Evropa, vyvolaly studentskou demonstraci budapešťských studentů na podporu Gomułky, které později přerostly v povstání. Sovětská vojska se ale stáhla v Polsku do kasáren až 17. prosince 1956 po podpisu sovětsko-polské dohody.
| „                                                                          | Dnes se obracím k pracujícímu lidu Varšavy a celé země s výzvou: dost shromažďování a manifestací! Je čas vrátit se ke každodenní práci oživené vírou a vědomím, že strana spojená s dělnickou třídou i národem povede Polsko po nové cestě k socialismu. | “ |
| — Władysław Gomułka, z proslovu k demonstrantům ve Varšavě, 24. října 1956 | |   |

### Gomułkovo tání
Zpočátku byl Gomułka velmi populární díky svým reformám a hledání polské cesty k socialismu. Éru jeho vlády, přezdívanou Gomułkovo tání, ale poznamenalo postupné oslabování jeho odporu vůči tlaku Moskvy. V šedesátých letech podpořil represe vůči římskokatolické církvi a některým intelektuálům ve vedení strany (např. Leszku Kołakowskému). Aktivně podporoval polskou účast v intervenci vojsk Varšavské smlouvy do Československa v roce 1968. Potřebu potlačení pražského jara zdůvodňoval nebezpečím připojení Československa k NATO v době, kdy Polsko nemělo vyřešenou otázku svých hranic s Německem.
Byl také zodpovědný za pronásledování studentů a inteligence a utužování cenzury tisku. V březnu 1968 inicioval projevem na sjezdu odborů antisionistickou propagandistickou kampaň, která souvisela s nesouhlasem Sovětského bloku k šestidenní válce. Gomułka později tvrdil, že to bylo neúmyslné.
V prosinci 1970 došlo ke krvavým střetům armády s dělníky v Gdaňsku a dalších pobaltských městech, při nichž bylo zabito několik desítek dělníků. Následující nepokoje vedly ke Gomułkově rezignaci. Jejím oficiálním důvodem byla těžká choroba (byl postižen infarktem). Do čela strany se postavil Edward Gierek a napětí kolem Gomułky se stupňovalo. Byl donucen odejít do důchodu.
Po jeho smrti v roce 1982 (zemřel na rakovinu) byl jeho negativní obraz vytvářený komunistickou propagandou revidován a v některých oblastech byl uznán jeho přínos. V roce 1994 vyšly poprvé tiskem jeho paměti. Je pochován, stejně jako jeho manželka Zofia (Liwa), na hřbitově 'Cmentarz Wojskowy na Powązkach' ve Varšavě.

## Vyznamenání

### Polská vyznamenání
- Řád budovatelů lidového Polska[12]
- velkokříž Řádu znovuzrozeného Polska – 19. července 1946[13]
- Řád grunwaldského kříže I. třídy – 1945[14]
- Medaile za Varšavu 1939–1945 – 17. ledna 1946[15]
- Partyzánský kříž – 12. června 1946[16]

### Zahraniční vyznamenání
- velkokříž Řádu čestné legie – Francie, 1967[17]
- velkokříž Řádu zásluh o Italskou republiku – Itálie, 21. října 1965[18][19][20]
- Leninův řád – Sovětský svaz, 1970[21]
- Medaile 100. výročí narození Vladimira Iljiče Lenina – Sovětský svaz, 1969

## Fotogalerie

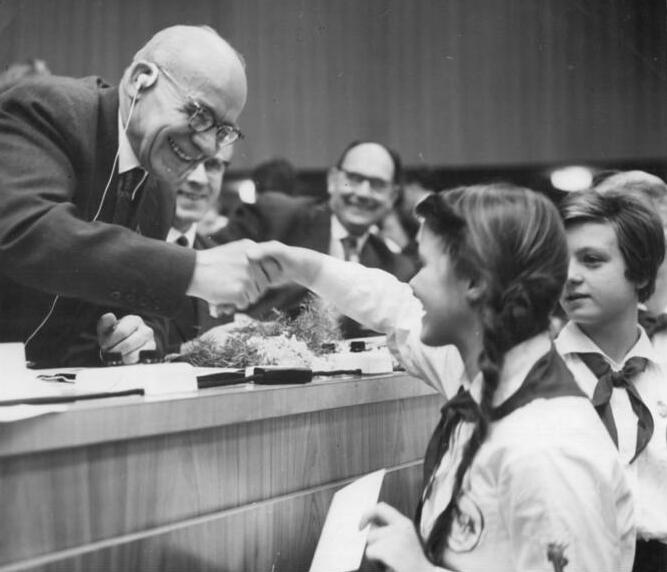
Władysław Gomułka
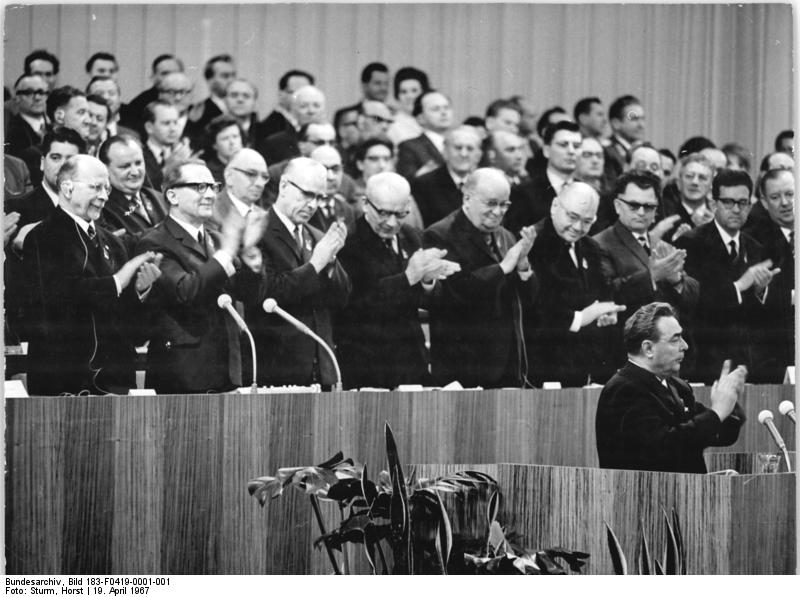
Na 7. sjezdu 'SED' v Berlíně - První zleva: W. Ulbricht, čtvrtý zleva: W. Gomułka; v popředí: L. Brežněv
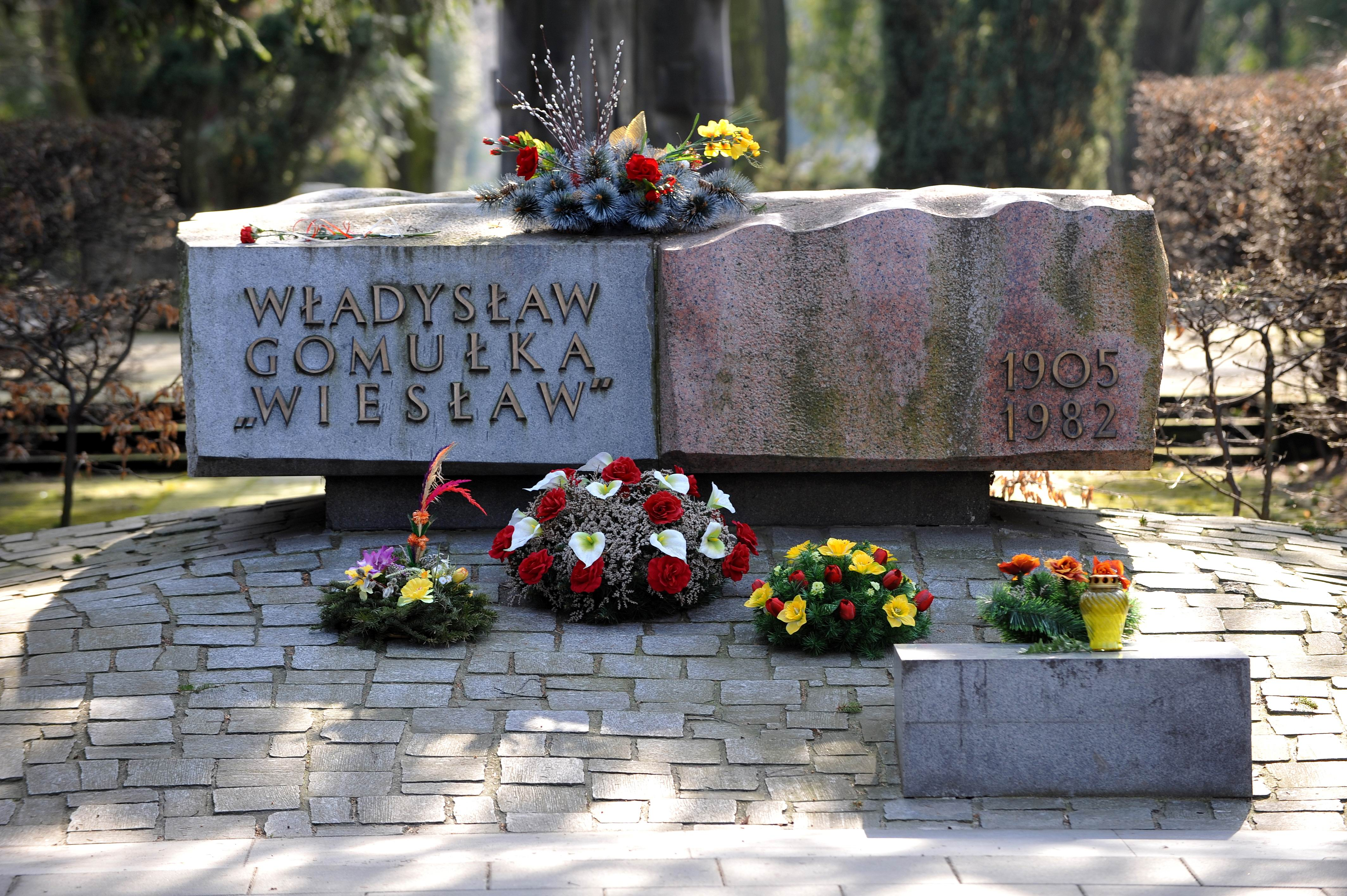
Jeho hrob ve Varšavě
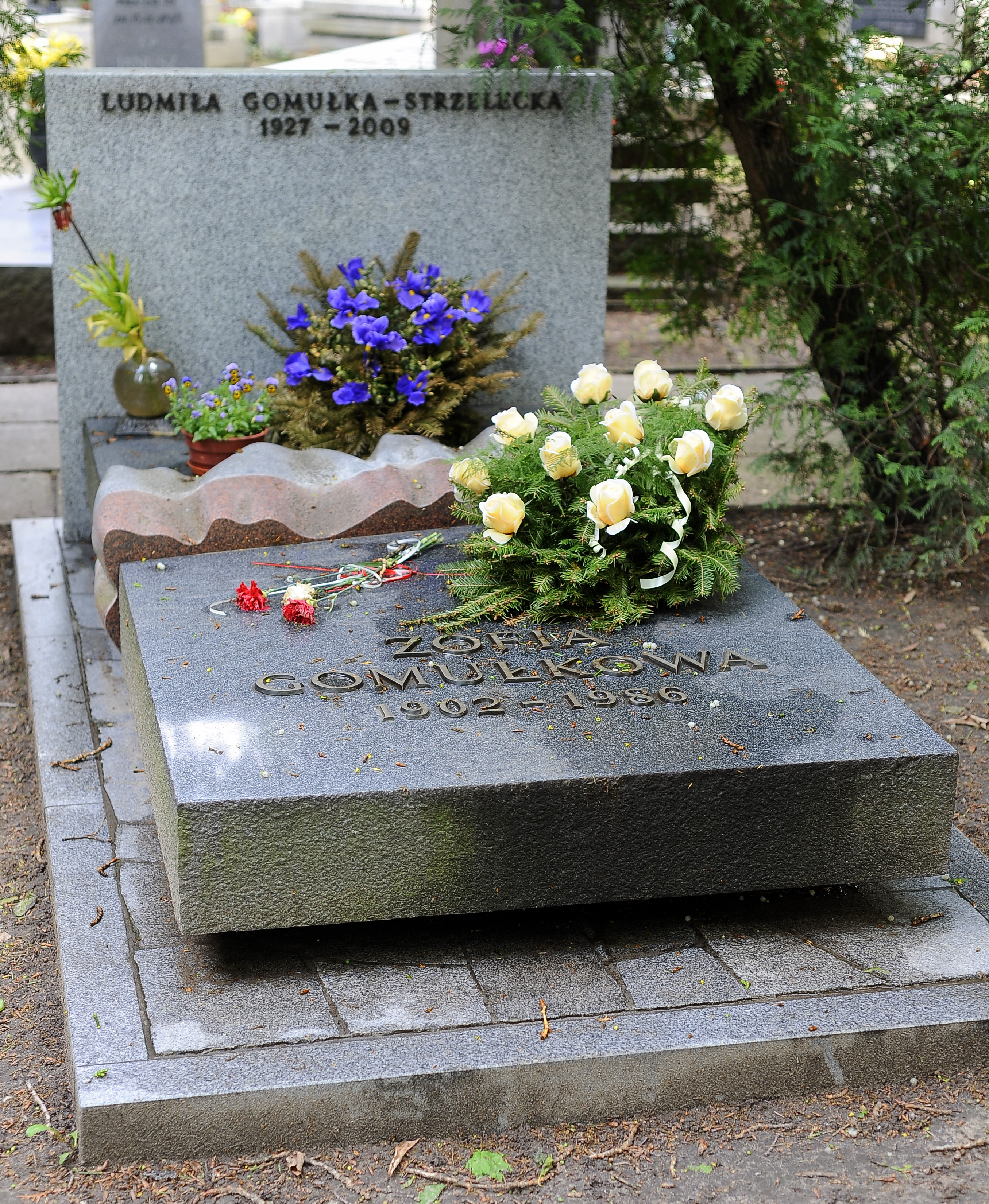
Hrob jeho manželky, Zofie Gomułkowé, ve Varšavě